# Yūki Shikama
Yūki Shikama (japanisch 色摩 雄貴 Shikama Yūki; * 1. Oktober 1997 in der Präfektur Chiba) ist ein japanischer Fußballspieler.

## Karriere
Shikama erlernte das Fußballspielen in der Jugendmannschaft vom Erstligisten Kashima Antlers und in der Universitätsmannschaft der Gakugei-Universität Tokio. Seinen ersten Vertrag unterschrieb er 2020 bei Iwate Grulla Morioka. Der Verein aus Morioka spielte in der dritten japanischen Liga, der J3 League. Ende der Saison 2021 feierte er mit Iwate die Vizemeisterschaft und den Aufstieg in die zweite Liga. Am Ende der Saison 2022 belegte er mit Iwate Grulla Morioka den letzten Tabellenplatz und musste in die dritte Liga absteigen.

## Erfolge
Iwate Grulla Morioka
- J3 League: 2021 (Vizemeister)  ▲